# 셀비온
셀비온(CELLBION)은 대한민국의 방사능의악품 신약개발 기업으로, 본사는 서울특별시 종로구 대학로 103 서울대학교 암연구소 산학협력관 6층에 위치해 있다.

## 투자
2021년 하나벤처스, 현대투자파트너스 등으로부터 100억원 규모의 프리(pre)IPO 투자를 유치하였다.

## 같이 보기
- 전립선암
- 퓨쳐켐